# Dryopteris × algonquinensis
Dryopteris × algonquinensis là một loài dương xỉ trong họ Dryopteridaceae. Loài này được D.M.Britton mô tả khoa học đầu tiên năm 1975.
Danh pháp khoa học của loài này chưa được làm sáng tỏ. 